# العلاقات الصومالية البريطانية
العلاقات الصومالية البريطانية هي العلاقات الثنائية التي تجمع بين الصومال والمملكة المتحدة.

## مقارنة بين البلدين
هذه مقارنة عامة ومرجعية للدولتين:
| وجه المقارنة                                              | الصومال                        | المملكة المتحدة                 |
| --------------------------------------------------------- | ------------------------------ | ------------------------------- |
| المساحة (كم2)                                             | 637.66 ألف                     | 242.50 ألف                      |
| عدد السكان (نسمة)                                         | 14.74 مليون                    | 66.02 مليون                     |
| الكثافة السكانية (ن./كم²)                                 | 23.12                          | 272.25                          |
| العاصمة                                                   | مقديشو                         | لندن                            |
| اللغة الرسمية                                             | اللغة الصومالية، اللغة العربية | لغة إنجليزية، اللغة الويلزية    |
| العملة                                                    | شلن صومالي                     | جنيه إسترليني                   |
| الناتج المحلي الإجمالي (بليون دولار)                      | 7.37 مليار                     | 2.62 تريليون                    |
| الناتج المحلي الإجمالي (تعادل القوة الشرائية) بليون دولار |                                | 2.72 تريليون                    |
| الناتج المحلي الإجمالي الاسمي للفرد دولار أمريكي          | 549                            | 43.88 ألف                       |
| الناتج المحلي الإجمالي للفرد دولار أمريكي                 |                                | 40.23 ألف                       |
| مؤشر التنمية البشرية                                      |                                | 0.907                           |
| رمز المكالمات الدولي                                      | +252                           | +44                             |
| رمز الإنترنت                                              | .so                            | .uk، .gb                        |
| المنطقة الزمنية                                           | ت ع م+03:00                    | توقيت غرينيتش، توقيت غرب أوروبا |

## منظمات دولية مشتركة
يشترك البلدان في عضوية مجموعة من المنظمات الدولية، منها:
| علم المنظمة | اسم المنظمة                               | تاريخ انضمام الصومال | تاريخ انضمام المملكة المتحدة |
| ----------- | ----------------------------------------- | -------------------- | ---------------------------- |
|             | مؤسسة التنمية الدولية                     | 31 أغسطس 1962        | 24 سبتمبر 1960               |
|             | يونسكو                                    | 15 نوفمبر 1960       | 4 نوفمبر 1946                |
|             | الأمم المتحدة                             | 20 سبتمبر 1960       | 24 أكتوبر 1945               |
|             | الفريق المعني برصد الأرض                  | ?                    | ?                            |
|             | الاتحاد البريدي العالمي                   | ?                    | ?                            |
|             | البنك الدولي للإنشاء والتعمير             | 31 أغسطس 1962        | 27 ديسمبر 1945               |
|             | الاتحاد الدولي للاتصالات                  | 28 سبتمبر 1962       | 24 فبراير 1871               |
|             | منظمة حظر الأسلحة الكيميائية              | ?                    | ?                            |
|             | مؤسسة التمويل الدولية                     | 31 أغسطس 1962        | 20 يوليو 1956                |
|             | المركز الدولي لتسوية المنازعات الاستشارية | 30 مارس 1968         | 18 يناير 1967                |
|             | منظمة الشرطة الجنائية الدولية             | ?                    | ?                            |
|             | البنك الإفريقي للتنمية                    | ?                    | ?                            |

## وصلات خارجية
- موقع وزارة الخارجية الصومالية
- موقع وزارة الخارجية البريطانية